# Ramin Mammadov (homme politique)
Ramin Mammadov est un homme politique azerbaïdjanais, membre de VIe législature de l'Assemblée nationale d'Azerbaïdjan,.

## Biographie
Ramin Mammadov est né le 17 février 1979 dans la ville d'Aghdara. Il est diplômé de la faculté de droit international et des relations internationales de l'Université d'État de Bakou. Il parle anglais et russe.

### Carrière
Ramin Mammadov est membre de la commission des affaires familiales, féminines et infantiles de l'Assemblée nationale et de la commission des relations internationales et des relations interparlementaires. Il est le chef du groupe de travail sur les relations interparlementaires Azerbaïdjan-Thaïlande, membre des groupes de travail sur les relations avec les parlements de Chine, de France, d'Israël, d'Italie et de Corée.
Il est membre de la délégation azerbaïdjanaise à l'Assemblée parlementaire de l'Organisation de coopération économique de la mer Noire et membre de la commission de coopération parlementaire Union européenne-Azerbaïdjan.

### Famille
Il est marié et a un enfant.

## Prix
- Médaille de Taraggui